# Mycetophila heteroneura
Mycetophila heteroneura är en tvåvingeart som beskrevs av Philippi 1865. Mycetophila heteroneura ingår i släktet Mycetophila och familjen svampmyggor. Inga underarter finns listade i Catalogue of Life.